# Copa Interclubes de la Uncaf 2003
La Copa Interclubes de la UNCAF 2003 fue la 22.ª edición de la competición a nivel de clubes de la región centroamericana. La final se disputó en Los Angeles Memorial Coliseum de Estados Unidos, el 21 de diciembre.
El Deportivo Saprissa fue el ganador de esta edición al alcanzar la victoria en todos juegos y derrotó en la final al Comunicaciones de Guatemala. Por ello clasificó como monarca a la Copa de Campeones de la Concacaf 2004 junto a Alajuelense y el FAS de El Salvador.

## Calendario
El torneo consistió en tres etapas: de clasificación al mismo mediante un repechaje entre dos clubes, una fase de tres grupos con cuatro equipos y la semifinal, la definición por el tercer lugar y la final.
| Fase                | Ronda                | Grupo           | Ida             | Vuelta          |
| ------------------- | -------------------- | --------------- | --------------- | --------------- |
| Fase clasificatoria | Ronda clasificatoria |                 | 8 de octubre    | 22 de octubre   |
| Fase de grupos      | Fecha 1              | Grupo A         | 22 de octubre   | 22 de octubre   |
| Fase de grupos      | Fecha 1              | Grupo B         | 28 de octubre   | 28 de octubre   |
| Fase de grupos      | Fecha 1              | Grupo C         | 5 de noviembre  | 5 de noviembre  |
| Fase de grupos      | Fecha 2              | Grupo A         | 24 de octubre   | 24 de octubre   |
| Fase de grupos      | Fecha 2              | Grupo B         | 30 de octubre   | 30 de octubre   |
| Fase de grupos      | Fecha 2              | Grupo C         | 7 de noviembre  | 7 de noviembre  |
| Fase de grupos      | Fecha 3              | Grupo A         | 26 de octubre   | 26 de octubre   |
| Fase de grupos      | Fecha 3              | Grupo B         | 2 de noviembre  | 2 de noviembre  |
| Fase de grupos      | Fecha 3              | Grupo C         | 9 de noviembre  | 9 de noviembre  |
| Fase final          | Semifinales          |                 | 19 de diciembre | 19 de diciembre |
| Fase final          | Tercer lugar         | 21 de diciembre | 21 de diciembre |                 |
| Fase final          | Final                | 21 de diciembre | 21 de diciembre |                 |

## Participantes
| Equipos participantes | Equipos participantes | Equipos participantes | Equipos participantes |
| --------------------- | --------------------- | --------------------- | --------------------- |
| Saprissa              | FAS                   | Comunicaciones        | Boca Juniors          |
| Alajuelense           | San Salvador          | Municipal             |                       |
| Diriangén             | Árabe Unido           | Marathón              |                       |
| Real Estelí           | San Francisco         | Olimpia               |                       |

## Fase clasificatoria

### Ronda preliminar
Los partidos se disputaron los días 8 de octubre la ida, y 22 de octubre la vuelta.
Jugaron la primera ronda un total de 2 equipos: el ganador entra a la fase de grupos.
| Equipo 1    | Agr. | Equipo 2     | Ida | Vuelta |
| ----------- | ---- | ------------ | --- | ------ |
| Alajuelense | 15–0 | Boca Juniors | 5–0 | 10–0   |

Ida: Michael Asshcroft Stadium, Mango Creek
Vuelta: Estadio Alejandro Morera Soto, Alajuela

## Fase de grupos
Los 12 equipos fueron distribuidos en tres grupos de cuatro, con la apertura de que los equipos de la misma liga podrían estar juntos en un mismo grupo. La distribución determinó que los tres grupos jugarían en un estadio determinado, dándose de la siguiente manera:
- Grupo A en el	Estadio Independencia de Nicaragua.
- Grupo B en el Estadio Cementos Progreso de Guatemala.
- Grupo C en el Estadio Francisco Morazán de Honduras.

En cada grupo, los equipos jugaron en un sistema de todos contra todos. Los líderes de grupo y el mejor segundo lugar avanzan a las semifinales. Las jornadas fueron 22-24-26 de octubre (Grupo A), 28-30 de octubre y 2 de noviembre (Grupo B), y 5-7-9 de noviembre (Grupo C).

### Grupo A
| Pos. | Equipo      | Pts. | PJ | G | E | P | GF | GC | Dif. |                         |     | Bandera de Costa Rica | Bandera de El Salvador | Bandera de Nicaragua | Bandera de Nicaragua |
| ---- | ----------- | ---- | -- | - | - | - | -- | -- | ---- | ----------------------- | --- | --------------------- | ---------------------- | -------------------- | -------------------- |
| 1    | Saprissa    | 9    | 3  | 3 | 0 | 0 | 8  | 1  | +7   | Clasifica a semifinales |     | —                     | 2–1                    |                      | 5–0                  |
| 2    | FAS         | 6    | 3  | 2 | 0 | 1 | 5  | 4  | +1   |                         |     |                       | —                      | 2–1                  |                      |
| 3    | Real Estelí | 1    | 3  | 0 | 1 | 2 | 4  | 1  | +3   |                         | 0–1 |                       | —                      | 1–1                  |                      |
| 4    | Diriangén   | 1    | 3  | 0 | 1 | 2 | 2  | 8  | −6   |                         |     | 1–2                   |                        | —                    |                      |

 Fuente: UNCAF

### Grupo B
| Pos. | Equipo         | Pts. | PJ | G | E | P | GF | GC | Dif. |                         |  | Bandera de Guatemala | Bandera de Guatemala | Bandera de El Salvador | Bandera de Panamá |
| ---- | -------------- | ---- | -- | - | - | - | -- | -- | ---- | ----------------------- |  | -------------------- | -------------------- | ---------------------- | ----------------- |
| 1    | Municipal      | 7    | 3  | 2 | 1 | 0 | 9  | 4  | +5   | Clasifica a semifinales |  | —                    | 2–1                  |                        | 5–1               |
| 2    | Comunicaciones | 6    | 3  | 2 | 0 | 1 | 8  | 2  | +6   | Clasifica a semifinales |  |                      | —                    | 3–0                    | 4–0               |
| 3    | San Salvador   | 2    | 3  | 0 | 2 | 1 | 3  | 6  | −3   |                         |  | 2–2                  |                      | —                      |                   |
| 4    | Árabe Unido    | 1    | 3  | 0 | 1 | 2 | 2  | 10 | −8   |                         |  |                      | 1–1                  | —                      |                   |

 Fuente: UNCAF

### Grupo C
| Pos. | Equipo        | Pts. | PJ | G | E | P | GF | GC | Dif. |                         |     | Bandera de Costa Rica | Bandera de Honduras | Bandera de Panamá | Bandera de Honduras |
| ---- | ------------- | ---- | -- | - | - | - | -- | -- | ---- | ----------------------- | --- | --------------------- | ------------------- | ----------------- | ------------------- |
| 1    | Alajuelense   | 7    | 3  | 2 | 1 | 0 | 3  | 1  | +2   | Clasifica a semifinales |     | —                     | 0–0                 |                   |                     |
| 2    | Marathón      | 5    | 3  | 1 | 2 | 0 | 5  | 0  | +5   |                         |     |                       | —                   | 5–0               | 0–0                 |
| 3    | San Francisco | 3    | 3  | 1 | 0 | 2 | 1  | 6  | −5   |                         | 0–1 |                       | —                   |                   |                     |
| 4    | Olimpia       | 1    | 3  | 0 | 1 | 2 | 1  | 3  | −2   |                         | 1–2 |                       | 0–1                 | —                 |                     |

 Fuente: UNCAF

## Fase eliminatoria

### Cuadro de desarrollo
|  | Semifinales                   | Semifinales                   |   |                               | Final                         | Final |  |
|  |                               |                               |   |                               |                               |       |  |
|  |                               |                               |   |                               |                               |       |  |
|  | 19 de diciembre - Los Ángeles |                               |   |                               |                               |       |  |
|  | Saprissa                      | 1                             |   |                               |                               |       |  |
|  | Alajuelense                   | 0                             |   |                               |                               |       |  |
|  |                               |                               |   |                               |                               |       |  |
|  |                               |                               |   |                               | 21 de diciembre - Los Ángeles |       |  |
|  |                               |                               |   |                               | Saprissa                      | 3     |  |
|  |                               | Comunicaciones                | 2 |                               |                               |       |  |
|  |                               |                               |   |                               |                               |       |  |
|  |                               |                               |   |                               |                               |       |  |
|  |                               |                               |   |                               | Tercer lugar                  |       |  |
|  | 19 de diciembre - Los Ángeles | 19 de diciembre - Los Ángeles |   | 21 de diciembre - Los Ángeles | 21 de diciembre - Los Ángeles |       |  |
|  | Municipal                     | 0 (2)                         |   | Alajuelense                   | 2                             |       |  |
|  | Comunicaciones                | 0 (4)                         |   |                               | Municipal                     | 0     |  |

### Semifinales
| 19 de diciembre de 2003, 18:00 (UTC-8) | Deportivo Saprissa                    | 1:0 (1:0) | L. D. Alajuelense | L. A. Memorial Coliseum, Los Ángeles, California |                                |
|                                        | - Gerald Drummond 32' (Alonso Solís ) | Reporte   |                   | Árbitro(s): Ricardo Valenzuela                   | Árbitro(s): Ricardo Valenzuela |

| 19 de diciembre de 2003 | Municipal | 0:0 (2:4 p.) | Comunicaciones | L. A. Memorial Coliseum, Los Ángeles, California |  |

### Tercer lugar
| 21 de diciembre de 2003, 14:00 (UTC-8) | L. D. Alajuelense                                                             | 2:0 (0:1) | Municipal | L. A. Memorial Coliseum, Los Ángeles, California |                         |
|                                        | - Erick Jiménez 1' (Alexander Castro ) - Víctor Núñez 11' (Carlos Hernández ) | Reporte   |           | Árbitro(s): Kevin Stott                          | Árbitro(s): Kevin Stott |

### Final
| 21 de diciembre de 2003, 16:00 (UTC-6) | Deportivo Saprissa                                     | 3:2 (1:1) | Comunicaciones                              | L. A. Memorial Coliseum, Los Ángeles, California |                                |
|                                        | - Esteban Santana 26' - Álvaro Saborío 78' (pen.), 88' | Reporte   | - Dwight Pezzarossi 8' - Sergio Morales 48' | Árbitro(s): Ricardo Valenzuela                   | Árbitro(s): Ricardo Valenzuela |

#### Datos del partido
| 1     | POR   | Kevin Steward          |     |
| 14    | DEF   | Andrés Núñez           |     |
| 4     | DEF   | Ronald González        |     |
| 3     | DEF   | Víctor Cordero         |     |
| 29    | DEF   | Juan Bautista Esquivel | 64' |
| 17    | MED   | José Luis López        |     |
| 7     | MED   | Wilson Muñoz           |     |
| 22    | MED   | Daniel Torres González |     |
| 6     | MED   | José Francisco Alfaro  | 71' |
| 33    | DEL   | Esteban Santana        |     |
| 28    | DEL   | Kenneth Vargas         | 57' |
| D. T. | D. T. | Hernán Medford         |     |

| -     | POR   | Édgar Estrada     |     |
|       | DEF   | Rigoberto Gómez   |     |
|       | DEF   | Ariel Macia       |     |
|       | DEF   | Jaime Rosales     |     |
|       | DEF   | Gustavo Cabrera   |     |
|       | MED   | Ubaldo Pérez      |     |
|       | MED   | Walter Alegría    |     |
|       | MED   | Fredy Thompson    |     |
|       | MED   | Sergio Morales    |     |
|       | DEL   | Johnny Cubero     | 74' |
|       | DEL   | Dwight Pezzarossi |     |
| D. T. | D. T. | Horacio Cordero   |     |

| 26 | Delantero      | Gerald Drummond | 57' |
| 10 | Centrocampista | Alonso Solís    | 64' |
| 24 | Delantero      | Álvaro Saborío  | 71' |

| - | Centrocampista | Martín Machón | 74' |

| 26' · 78' · 88' | Esteban Santana Álvaro Saborío | 1:1 2:2 3:2 |

| 8' · 48' | Dwight Pezzarossi Sergio Morales | 0:1 1:2 |

| Amonestado · Amonestado · Amonestado · Amonestado | Wilson Muñoz Andrés Núñez Daniel Torres Alonso Solís |

| Amonestado · Amonestado · Amonestado | Sergio Morales Fredy Thompson Édgar Estrada |

| 68' · 90+5' | Fredy Thompson Rigoberto Gómez |

| Principal  | Ricardo Valenzuela |
| Asistentes | Craig Lowry        |
|            | George Vergara     |

| 1     | POR   | Kevin Steward          |     |
| 14    | DEF   | Andrés Núñez           |     |
| 4     | DEF   | Ronald González        |     |
| 3     | DEF   | Víctor Cordero         |     |
| 29    | DEF   | Juan Bautista Esquivel | 64' |
| 17    | MED   | José Luis López        |     |
| 7     | MED   | Wilson Muñoz           |     |
| 22    | MED   | Daniel Torres González |     |
| 6     | MED   | José Francisco Alfaro  | 71' |
| 33    | DEL   | Esteban Santana        |     |
| 28    | DEL   | Kenneth Vargas         | 57' |
| D. T. | D. T. | Hernán Medford         |     |

| -     | POR   | Édgar Estrada     |     |
|       | DEF   | Rigoberto Gómez   |     |
|       | DEF   | Ariel Macia       |     |
|       | DEF   | Jaime Rosales     |     |
|       | DEF   | Gustavo Cabrera   |     |
|       | MED   | Ubaldo Pérez      |     |
|       | MED   | Walter Alegría    |     |
|       | MED   | Fredy Thompson    |     |
|       | MED   | Sergio Morales    |     |
|       | DEL   | Johnny Cubero     | 74' |
|       | DEL   | Dwight Pezzarossi |     |
| D. T. | D. T. | Horacio Cordero   |     |

| 26 | Delantero      | Gerald Drummond | 57' |
| 10 | Centrocampista | Alonso Solís    | 64' |
| 24 | Delantero      | Álvaro Saborío  | 71' |

| - | Centrocampista | Martín Machón | 74' |

| 26' · 78' · 88' | Esteban Santana Álvaro Saborío | 1:1 2:2 3:2 |

| 8' · 48' | Dwight Pezzarossi Sergio Morales | 0:1 1:2 |

| Amonestado · Amonestado · Amonestado · Amonestado | Wilson Muñoz Andrés Núñez Daniel Torres Alonso Solís |

| Amonestado · Amonestado · Amonestado | Sergio Morales Fredy Thompson Édgar Estrada |

| 68' · 90+5' | Fredy Thompson Rigoberto Gómez |

| Principal  | Ricardo Valenzuela |
| Asistentes | Craig Lowry        |
|            | George Vergara     |

| 1     | POR   | Kevin Steward          |     |
| 14    | DEF   | Andrés Núñez           |     |
| 4     | DEF   | Ronald González        |     |
| 3     | DEF   | Víctor Cordero         |     |
| 29    | DEF   | Juan Bautista Esquivel | 64' |
| 17    | MED   | José Luis López        |     |
| 7     | MED   | Wilson Muñoz           |     |
| 22    | MED   | Daniel Torres González |     |
| 6     | MED   | José Francisco Alfaro  | 71' |
| 33    | DEL   | Esteban Santana        |     |
| 28    | DEL   | Kenneth Vargas         | 57' |
| D. T. | D. T. | Hernán Medford         |     |

| -     | POR   | Édgar Estrada     |     |
|       | DEF   | Rigoberto Gómez   |     |
|       | DEF   | Ariel Macia       |     |
|       | DEF   | Jaime Rosales     |     |
|       | DEF   | Gustavo Cabrera   |     |
|       | MED   | Ubaldo Pérez      |     |
|       | MED   | Walter Alegría    |     |
|       | MED   | Fredy Thompson    |     |
|       | MED   | Sergio Morales    |     |
|       | DEL   | Johnny Cubero     | 74' |
|       | DEL   | Dwight Pezzarossi |     |
| D. T. | D. T. | Horacio Cordero   |     |

| 26 | Delantero      | Gerald Drummond | 57' |
| 10 | Centrocampista | Alonso Solís    | 64' |
| 24 | Delantero      | Álvaro Saborío  | 71' |

| - | Centrocampista | Martín Machón | 74' |

| 26' · 78' · 88' | Esteban Santana Álvaro Saborío | 1:1 2:2 3:2 |

| 8' · 48' | Dwight Pezzarossi Sergio Morales | 0:1 1:2 |

| Amonestado · Amonestado · Amonestado · Amonestado | Wilson Muñoz Andrés Núñez Daniel Torres Alonso Solís |

| Amonestado · Amonestado · Amonestado | Sergio Morales Fredy Thompson Édgar Estrada |

| 68' · 90+5' | Fredy Thompson Rigoberto Gómez |

| Principal  | Ricardo Valenzuela |
| Asistentes | Craig Lowry        |
|            | George Vergara     |

| 1     | POR   | Kevin Steward          |     |
| 14    | DEF   | Andrés Núñez           |     |
| 4     | DEF   | Ronald González        |     |
| 3     | DEF   | Víctor Cordero         |     |
| 29    | DEF   | Juan Bautista Esquivel | 64' |
| 17    | MED   | José Luis López        |     |
| 7     | MED   | Wilson Muñoz           |     |
| 22    | MED   | Daniel Torres González |     |
| 6     | MED   | José Francisco Alfaro  | 71' |
| 33    | DEL   | Esteban Santana        |     |
| 28    | DEL   | Kenneth Vargas         | 57' |
| D. T. | D. T. | Hernán Medford         |     |

| -     | POR   | Édgar Estrada     |     |
|       | DEF   | Rigoberto Gómez   |     |
|       | DEF   | Ariel Macia       |     |
|       | DEF   | Jaime Rosales     |     |
|       | DEF   | Gustavo Cabrera   |     |
|       | MED   | Ubaldo Pérez      |     |
|       | MED   | Walter Alegría    |     |
|       | MED   | Fredy Thompson    |     |
|       | MED   | Sergio Morales    |     |
|       | DEL   | Johnny Cubero     | 74' |
|       | DEL   | Dwight Pezzarossi |     |
| D. T. | D. T. | Horacio Cordero   |     |

| 26 | Delantero      | Gerald Drummond | 57' |
| 10 | Centrocampista | Alonso Solís    | 64' |
| 24 | Delantero      | Álvaro Saborío  | 71' |

| - | Centrocampista | Martín Machón | 74' |

| 26' · 78' · 88' | Esteban Santana Álvaro Saborío | 1:1 2:2 3:2 |

| 8' · 48' | Dwight Pezzarossi Sergio Morales | 0:1 1:2 |

| Amonestado · Amonestado · Amonestado · Amonestado | Wilson Muñoz Andrés Núñez Daniel Torres Alonso Solís |

| Amonestado · Amonestado · Amonestado | Sergio Morales Fredy Thompson Édgar Estrada |

| 68' · 90+5' | Fredy Thompson Rigoberto Gómez |

| Principal  | Ricardo Valenzuela |
| Asistentes | Craig Lowry        |
|            | George Vergara     |

|                            |
| Campeón Deportivo Saprissa |
| 5.to título                |

## Estadísticas

### Tabla de goleadores
Lista con los goleadores de la competencia.
| Pos. | Jugador               | Equipo         | Goles | P.J. |
| ---- | --------------------- | -------------- | ----- | ---- |
| 1.º  | Víctor Núñez          | Alajuelense    | 4     | 4    |
| 2.º  | Álvaro Saborío        | Saprissa       | 3     | 4    |
| 2.º  | Denilson Costa        | Marathón       | 3     |      |
| 2.º  | William Reyes         | FAS            | 3     |      |
| 5.º  | Bryan Ruiz            | Alajuelense    | 2     | 2    |
| 5.º  | Carlos Hernández      | Alajuelense    | 2     | 6    |
| 5.º  | Cristian Chaparro     | Municipal      | 2     |      |
| 5.º  | Dwight Pezzarossi     | Comunicaciones | 2     |      |
| 5.º  | Erick Jiménez         | Alajuelense    | 2     | 5    |
| 5.º  | Esteban Santana       | Saprissa       | 2     | 3    |
| 5.º  | Franklin Webster      | San Salvador   | 2     |      |
| 5.º  | Johnny Cubero         | Comunicaciones | 2     |      |
| 5.º  | Juan Carlos Plata     | Municipal      | 2     |      |
| 5.º  | Kenneth Vargas        | Saprissa       | 2     | 4    |
| 5.º  | Mario Acevedo         | Municipal      | 2     |      |
| 5.º  | Mauricio Risso        | Municipal      | 2     |      |
| 5.º  | Roberto Porras        | Alajuelense    | 2     | 2    |
| 5.º  | Rolando Fonseca       | Alajuelense    | 2     | 3    |
| 5.º  | Warren Granados       | Alajuelense    | 2     | 2    |
| 30.º | Alejandro Alpízar     | Alajuelense    | 1     | 2    |
| 30.º | Andrés Núñez          | Saprissa       | 1     | 3    |
| 30.º | Ariel Macia           | Comunicaciones | 1     |      |
| 30.º | Carlos Quiñones       | Comunicaciones | 1     |      |
| 30.º | Carlos Rivera         | Árabe Unido    | 1     |      |
| 30.º | Christian Montero     | Alajuelense    | 1     | 6    |
| 30.º | Donaldo González      | San Francisco  | 1     |      |
| 30.º | Emil Martínez         | Marathón       | 1     |      |
| 30.º | Emilio Palacios       | Diriangén      | 1     |      |
| 30.º | Félix Zeledón         | Real Estelí    | 1     |      |
| 30.º | Fredy Thompson        | Comunicaciones | 1     |      |
| 30.º | Gerald Drummond       | Saprissa       | 1     |      |
| 30.º | Jaime Rosales         | Comunicaciones | 1     |      |
| 30.º | José Francisco Alfaro | Saprissa       | 1     |      |
| 30.º | José Mauricio Pacini  | Marathón       | 1     |      |
| 30.º | Juan Manuel Cárcamo   | Olimpia        | 1     |      |
| 30.º | Julio Girón           | Municipal      | 1     |      |
| 30.º | Marcelo Messías       | FAS            | 1     |      |
| 30.º | Maximiliano Suárez    | Comunicaciones | 1     |      |
| 30.º | Misael Alfaro         | San Salvador   | 1     |      |
| 30.º | Nicolás Muñoz         | Árabe Unido    | 1     |      |
| 30.º | Pablo Izaguirre       | Alajuelense    | 1     | 6    |
| 30.º | Randall Azofeifa      | Saprissa       | 1     | 2    |
| 30.º | Selvin Álvarez        | Real Estelí    | 1     |      |
| 30.º | Sergio Morales        | Comunicaciones | 1     |      |
| 30.º | Try Benneth           | Saprissa       | 1     | 4    |
| 30.º | Víctor Mafla          | FAS            | 1     |      |
| 30.º | Wilmer López          | Alajuelense    | 1     | 6    |

### Tabla de rendimiento
Nota: No contabilizadas las estadísticas en rondas previas.
| Club | Club               | Pts. | PJ | PG | PE | PP | GF | GC | Dif. | Rend.  |
| ---- | ------------------ | ---- | -- | -- | -- | -- | -- | -- | ---- | ------ |
| 1    | Deportivo Saprissa | 15   | 5  | 5  | 0  | 0  | 12 | 3  | 9    | 100%   |
| 2    | Comunicaciones     | 7    | 5  | 2  | 1  | 2  | 10 | 5  | 5    | 46.67% |
| 3    | Alajuelense        | 10   | 5  | 3  | 1  | 1  | 5  | 2  | 3    | 66.67% |
| 4    | Municipal          | 8    | 5  | 2  | 2  | 1  | 9  | 6  | 3    | 53.33% |
| 5    | FAS                | 6    | 3  | 2  | 0  | 1  | 5  | 4  | 1    | 66.67% |
| 6    | Marathón           | 5    | 3  | 1  | 2  | 0  | 5  | 0  | 5    | 55.56% |
| 7    | San Francisco      | 3    | 3  | 1  | 0  | 2  | 1  | 6  | -5   | 33.33% |
| 8    | San Salvador       | 2    | 3  | 0  | 2  | 1  | 3  | 6  | -3   | 22.22% |
| 9    | Real Estelí        | 1    | 3  | 0  | 1  | 2  | 4  | 1  | 3    | 11.11% |
| 10   | Olimpia            | 1    | 3  | 0  | 1  | 2  | 1  | 3  | -2   | 11.11% |
| 11   | Diriangén          | 1    | 3  | 0  | 1  | 2  | 2  | 8  | -6   | 11.11% |
| 12   | Árabe Unido        | 1    | 3  | 0  | 1  | 2  | 2  | 10 | -8   | 11.11% |